# Burnilia belemensis
Burnilia belemensis är en insektsart som beskrevs av Frederick Arthur Godfrey Muir 1926. Burnilia belemensis ingår i släktet Burnilia och familjen sporrstritar. Inga underarter finns listade i Catalogue of Life.